# Колонтитул

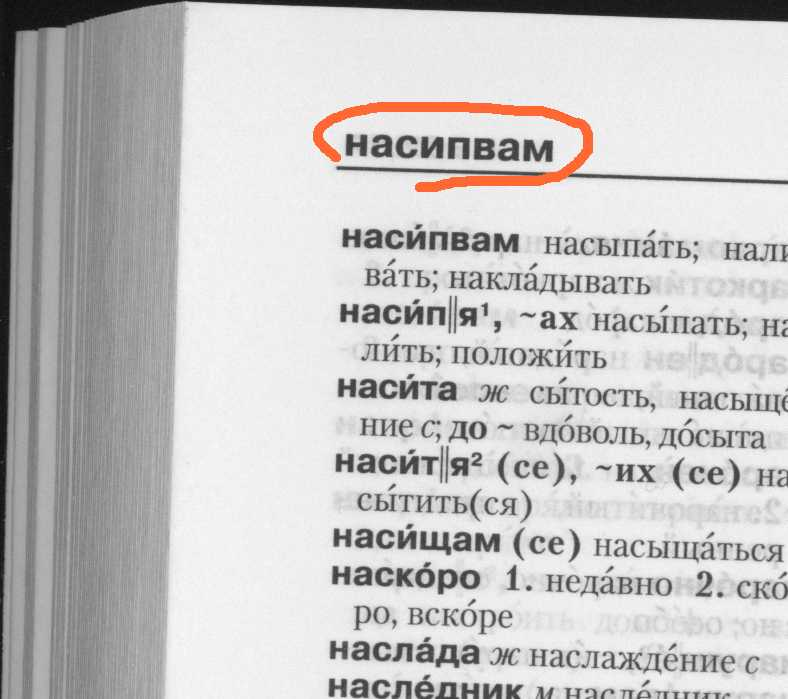

Колонти́тул (від фр. colonne — стовпець і лат. titulus — напис, заголовок) — заголовкові дані (назва твору, частини, глави, параграфа тощо), що розміщуються над текстом (верхній колонтитул) або під текстом (нижній колонтитул) кожної сторінки книги, газети, журналу.
В енциклопедичних виданнях і словниках колонтитули (назви першої й останньої статей на кожній сторінці або їхні початкові букви) заміняють зміст, полегшуючи пошук потрібного матеріалу. У науковій і навчальній літературі зі складною будовою тексту колонтитули служать для тієї ж мети. У журналах у колонтитулах звичайно поміщають прізвища авторів і назви статей, у газетах — заголовок, дату випуску й порядковий номер газети.